# Botrány
A botrány (latinos neve: skandalum) olyan cselekmény vagy esemény, amelynek során sérülnek a társadalmi együttélés írott vagy íratlan szabályai, zavar keletkezik a közéletben. A botrány lehet erkölcsi, politikai vagy gazdasági, történhet a sajtóban és a sportban is.
A botrány okozásának lehetnek társadalmi okai (tiltakozás vélt vagy valós diszkrimináció ellen, egy problémára való figyelemfelkeltés szándéka), de eredhet a megbotránkoztató személy (a botrányhős) egyéniségéből, pszichológiai tulajdonságaiból, vagy nonkonformizmusából is.
A Biblia újszövetségi részében Jézus a következőket mondja:
„Jaj a világnak a botránkozások miatt! Mert szükség, hogy botránkozások essenek; de jaj annak az embernek, a ki által a botránkozás esik.” (Máté apostol evangéliuma: 18,7 – Károli Gáspár fordítása.) A maga korában Jézus is botrányhősnek számított, emiatt feszítették keresztre.
A történelem során voltak olyan botrányok, amelyeknek negatív szerepe volt a társadalom fejlődése szempontjából (mert például boszorkányüldözés követte őket), de olyanok is, amelyek felhívták a figyelmet egyes problémákra, vagy pozitív társadalmi folyamatokat indítottak be.
Gyakran előfordul, hogy igazi botrány helyett a bulvármédia maga csinál műbotrányokat. Az események botrányszerű tálalását Pulitzer József és William Randolph Hearst amerikai sajtómágnások lapjainak vetélkedése vezette be az újságírásba a 19. század végén. A vetélytársak ezt sárga újságírásnak nevezték el.

## Híres botrányok
- Panama-botrány (innen ered a panamázás szavunk)
- Frankhamisítási botrány
- Watergate-botrány